# 拉贝洛尔
拉贝洛尔（Labetalol、Normodyne、Trandate，复方二氢氯噻：Normozyde）是一种甲型肾上腺受体阻断剂和乙型肾上腺受体阻滞剂，用于治疗高血压。原理是阻断肾上腺素受体，放缓窦性心律，减少外周血管阻力。
这种药物对於治疗妊娠高血压综合征有特別顯著的疗效。

## 用药
拉贝洛尔有着100, 200和300mg三种计量的口服药片，静脉注射(只有Trandate)为5 mg/ml。成人服用从100mg起每天早晚服用两次，每日最大计量为2.4g，紧急情况下，量可加大。静脉注射通常为2分钟以上注射20mg，加大量为40mg。如果需要时，每10分钟可注射80mg，注射最大计量为300mg。拉贝洛尔的静脉注射率为每分钟2mg，最大剂量为300mg。

## 副作用
有以下不良反应:
- 疲乏
- 睡意
- 虚弱
- 失眠
- 性欲下降
- 服用后头皮刺痛
- 个别罕见的不良反应有哮喘加重、呼吸困难。如果在服用后出现呼吸加重的现象，不要使用另外的计量；如果你认为是服用了拉贝洛尔而导致哮喘加重，呼吸困难，应立即求诊。说明: 如果病人出现哮喘加重、呼吸困难现象(可能未降低氧值)，需停止服药，求助医生。近距离监控病人状况，直到呼吸困难问题得到完全缓解。

## 禁忌
充血性心力衰竭、任何程度的房室传导阻滞、低心率或心原性休克、糖尿病、肺气肿或非过敏性支气管炎、肝功能不全、甲状腺功能低下以及雷诺综合征等患者禁用或慎用拉贝洛尔。

## 立體化學
拉貝洛爾含有兩個立體異構中心，由四個立體異構體組成。 這是（R， R） - ，（R， S） - ，（S， R）和（S， S）形式：
| 拉貝洛爾的立體異構體   | 拉貝洛爾的立體異構體   |
| ---------------------- | ---------------------- |
| CAS-Nummer: 75659-07-3 | CAS-Nummer: 83167-24-2 |
| CAS-Nummer: 83167-32-2 | CAS-Nummer: 83167-31-1 |